# Bni Said
Bni Said  (in arabo بني سعيد‎?) è un centro abitato e comune rurale del Marocco situato nella provincia di Tétouan, regione di Tangeri-Tetouan-Al Hoceima. Conta una popolazione di 9 103 abitanti (censimento 2014).